# Magnus Møllgaard
Magnus Møllgaard (* 20. November 2000) ist ein dänischer Basketballspieler.

## Werdegang
Møllgaard gab im Spieljahr 2018/19 seinen Einstand bei den Bakken Bears in der höchsten dänischen Spielklasse, Basketligaen. Er wurde in der Saison 2020/21 als bester junger Spieler der dänischen Liga ausgezeichnet. Auf europäischer Ebene erreichte er 2020 und 2022 mit Bakken jeweils das Halbfinale im FIBA Europe Cup. Møllgaard wurde in die dänische A-Nationalmannschaft berufen.
Zur Saison 2022/23 wechselte der Flügelspieler zum spanischen Drittligisten Club Bàsquet Sant Antoni. Er spielte bis 2024 für die Mannschaft und schloss sich dann dem Ligakonkurrenten Caja 87 Basket an. Er bestritt nur vier Ligaspiele für die Mannschaft, Anfang November 2024 kam es zur Trennung. Mitte Januar 2025 schloss sich Møllgaard in seinem Heimatland dem Horsens IC an, nachdem er zuvor schon am Übungsbetrieb des Erstligisten teilgenommen hatte.
In der Sommerpause 2025 kehrte er zu den Bakken Bears zurück.

### Erfolge
- Dänischer Meister: 2019, 2020, 2021, 2022
- Dänischer Pokalsieger: 2020, 2021